# Cascada
 (mars 2020).
Si vous disposez d'ouvrages ou d'articles de référence ou si vous connaissez des sites web de qualité traitant du thème abordé ici, merci de compléter l'article en donnant les références utiles à sa vérifiabilité et en les liant à la section « Notes et références ».
Cascada (prononcé /kəˈskɑːdə/) est un groupe de handsup allemand, originaire de Bonn. Le groupe se compose de la chanteuse Natalie Horler, du disc jockey Manian et de Yann Peifer.
Le groupe est notamment connu pour le succès de la chanson Everytime We Touch qui a été nommée meilleur single de l'année 2005.
En 2010, la musique de Cascada était la plus téléchargée de tous les temps dans la catégorie dance, après celle du disc jockey David Guetta.
En 2013, le groupe est choisi pour représenter l'Allemagne au Concours Eurovision de la chanson 2013 pour lequel ils terminent en 21e position.
En 2015, le groupe est nommé comme 3e groupe ayant eu le plus succès du XXIe siècle, avec plus de 30 millions d'albums vendus dans le monde.
En 2018, Cascada totalise plus d'un milliard de vues sur YouTube dont plus d'une centaine de millions rien que pour Everytime We Touch.
En 2024, Cascada fête ses 20 ans de carrière avec un album Studio 2024 à paraître courant 2024, contenant des collaborations avec des DJ internationaux de renom tels que Jax Jones ou Timmy Trumpet.

## Biographie

### Formation du groupe (2004-2005)
Avant la genèse du groupe Cascada, plusieurs projets musicaux réunissant la chanteuse Natalie Horler (parfois une autre voix féminine) et les disc jockeys Yann Peifer (Yanou) et Manian ont été réalisés sous plusieurs appellations, telles que Siria, 3XM, Phalanx, Manyou, Scarf!, Akira, Diamond, Cascade. Seulement, l'homophonie avec le groupe existant Kaskade les menaçant d'éventuelles poursuites judiciaires, c'est pourquoi il a été modifié pour Cascada.

### Everytime We Touch(2005-2007)
Signant en premier lieu au label allemand Andorfine Records en 2004 avec les titres Miracle et Bad Boy, Everytime We Touch est ensuite promu par le label américain Robbins Entertainment. Une deuxième version du vidéoclip Miracle est alors réalisée et marque le premier succès notable du groupe.
S'ensuit alors de la sortie du morceau le plus célèbre du groupe, Everytime We Touch, reprenant les paroles du titre composé en 1992 par Maggie Reilly,. Le vidéoclip de Everytime We Touch a été tourné dans la bibliothèque publique de New-York. Le succès de ce titre, certifié de platine et d'or a accru leur notoriété à l'échelle internationale.
L'album Everytime We Touch paraît alors en février 2006, desquels font l'objet de vidéoclips promotionnels Everytime We Touch, Truly Madly Deeply (reprise de Savage Garden), Miracle et A Neverending Dream (reprise de X-Perience). Cet album connaît un franc succès dans les classements musicaux internationaux, atteignant notamment la 2e position du top 40 pendant 24 semaines d'affilée au Royaume-Uni, et le mène à plusieurs nominations aux World Music Awards. Plus de deux millions de copies de l'album ont été vendues dans le monde.

### Perfect Day(2007-2008)

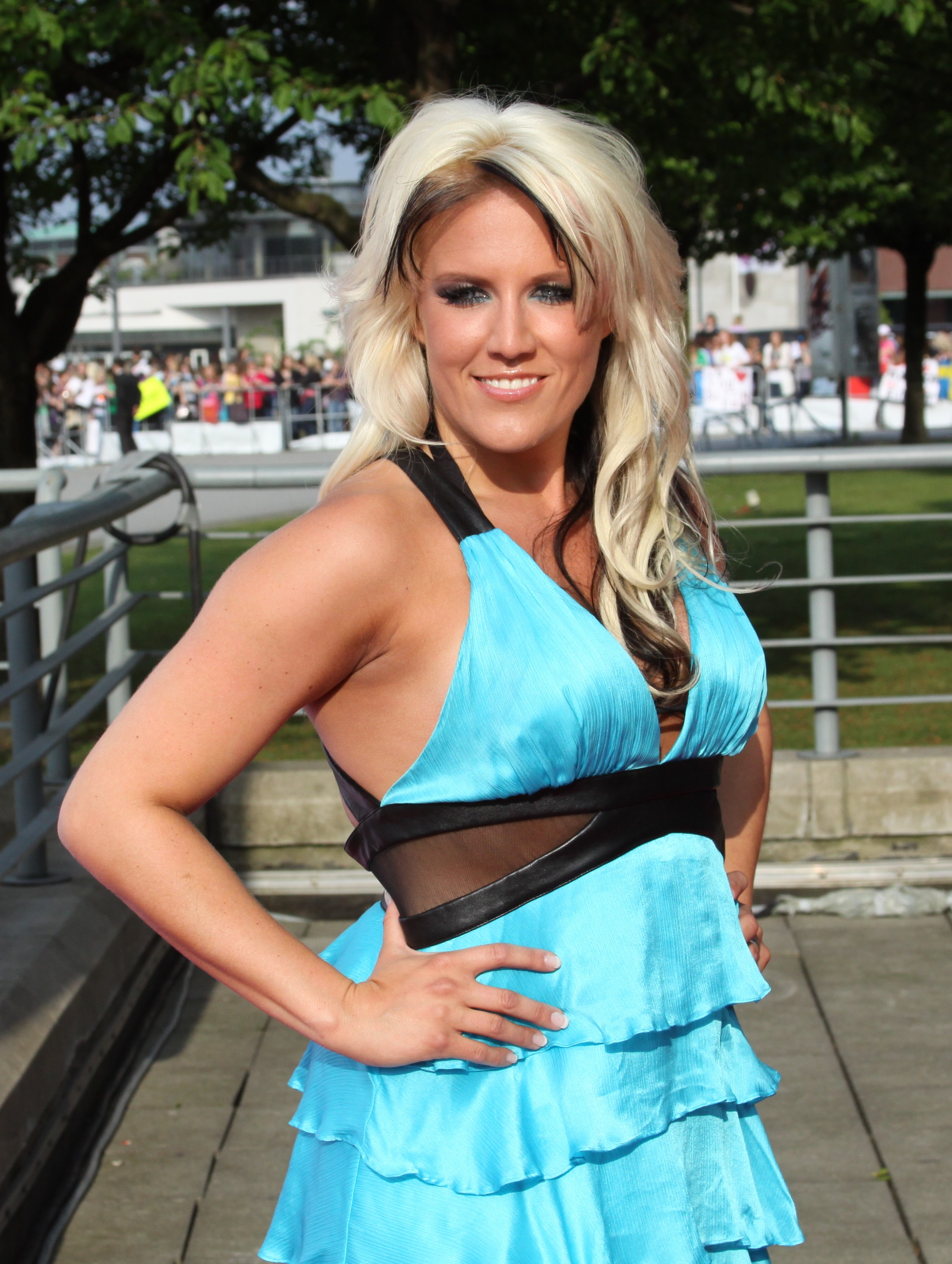
Natalie Horler en 2010 à Berlin.

À la suite d'une interview avec un média japonais publiée sur le blogue Myspace du groupe, la préparation prochaine d'un second album est annoncée par Natalie Horler.
Cet album, Perfect Day, est commercialisé à la fin 2007 au Royaume-Uni puis au premier semestre 2008 et dans quelques pays nord-européens. Il présente entre autres des reprises, telles que Sk8er Boi d'Avril Lavigne, Just Like a Pill de P!nk, Because the Night de Patti Smith, et de What Hurts the Most de Rascal Flatts, ainsi que deux nouvelles pistes intitulées Endless Summer et I Will Believe It, qui avaient été enregistrées sous le nom de Siria. Pour des raisons de droits d'auteur, la version américaine remplace les chansons de Siria, et les reprises de P!nk et d'Avril Lavigne, par trois autres chansons : Faded, reprise d'une chanson composée par Kate DeAraugo, et Holiday, une reprise d'une chanson composée par Jenny May.
Le premier single promotionnel, What Hurts the Most, sorti fin 2007 avec en face B, une reprise du titre Last Christmas de Wham! connait un grand succès et atteint le top 10 dans la plupart des pays. Il s'est ensuivi pour le Royaume-Uni et l'Allemagne le titre promotionnel What Do You Want From Me? (qui devait à la base s'intituler Tell Me Why), et Because the Night. Les États-Unis ont quant à eux reçu à la fois Faded et Perfect Day en tant que singles, mais ces dernières ont généré un succès moindre en dehors des diffusions en radio.

### Evacuate The Dancefloor(2009-2010)
Le 6 juillet 2009, Evacuate the Dancefloor, troisième album du groupe est commercialisé au Royaume-Uni et en Allemagne. Contrairement aux deux précédents albums, il témoigne d'une volonté de s'orienter vers le style électropop ; évolution musicale plus ou moins appréciée par certains fans qui regrettent son éloignement de l'Eurodance, genre qui a forgé le succès de Cascada. Malgré également le fait que sa sortie ait eu lieu quatre jours seulement après le décès de Michael Jackson, cela n'a néanmoins pas empêché d'être classé premier des ventes avec plus de 100 000 copies vendues au Royaume-Uni.
Le titre Evacuate the Dancefloor, du même nom que l'album, paru le 29 juin 2009, se classe parmi les cinq premières ventes en Australie, au Canada, en France, en Allemagne, en Irlande et en Nouvelle-Zélande, ainsi que dans le top dix dans beaucoup d'autres. Le vidéoclip a été nommé aux MTV Video Music Awards.
Les singles promotionnels suivants sont Dangerous et Fever et ont fait l'objet de performances à la télévision. De même, Draw The Line a également été interprétée sur la chaîne MTV.
De nombreux concerts ont été organisés pour promouvoir l'album, dont la première partie du Circus Tour de Britney Spears en Allemagne.

### Original Me,Back on the Dancefloor,It's Christmas Time(2011-2012)
L'album Original Me, quatrième album studio est d'abord paru le 20 juin 2011 au Royaume-Uni et le 29 novembre 2011 aux États-Unis. Toujours axé électropop, cet album y présente notamment le titre Pyromania, sorti un an plus tôt, pour lequel on apprendra dans un documentaire que le vidéoclip a été tourné au Canada. Un extrait du titre Enemy y a d'ailleurs été présenté.
Le site Total Dance Music nomme Original Me album de l'année en 2011. Toutefois, le 19 août 2011, le label américain de Cascada, Robbins Entertainment, annonce sur son compte Twitter que l'album Original Me, pour des raisons inconnues, ne paraîtra pas aux États-Unis. Le 1er septembre 2011, Robbins Entertainment annonce une rupture de contrat en bons termes avec Cascada. De ce fait, Original Me devrait être distribué[Passage à actualiser] au label Zooland Records. San Francisco est le premier single paru au label Zooland Records[Passage à actualiser]. Au Revoir est réédité au label le 15 novembre 2011. Pour cet album, les singles promotionnels ont donc été Pyromania, Night Nurse, San Francisco et Au Revoir.
Natalie Horler, de son côté, est apparue dans le magazine allemand Playboy en juillet 2011, ce qui a généré beaucoup de réactions[réf. nécessaire].
Le 7 janvier 2012, Natalie Horler se joint aux juges lors de la neuvième saison de l'émission Deutschland sucht den Superstar, version allemande de la Nouvelle Star. Dans une entrevue à cette même période, Natalie Horler mentionne la parution prochaine d'un nouveau single courant 2012. Le 5 mars 2012, Natalie Horler poste une mise à jour sur Facebook notant qu'elle part pour Tenerife tourner le vidéoclip pour leur single. Le 16 mars 2012, le vidéoclip de ce titre, intitulé Summer of Love est diffusé en avant-première en Allemagne. Il est paru le 30 mars en Allemagne, en Autriche, en Suisse et aux États-Unis.
Cascada fait paraître une compilation intitulée Back on the Dancefloor le 13 avril 2012 dans certains pays.
Le 24 mai 2012, Natalie Horler poste une vidéo sur laquelle le groupe se dit prêt pour la parution d'un nouveau single. Début juin 2012, une vidéo est postée montrant Natalie Horler effectuant une reprise de la musique The Rhythm of the Night de Corona.
Le 12 novembre 2012, Natalie Horler annonce via Facebook la parution de leur album de Noël, It's Christmas Time, auquel son oncle a participé en jouant du trombone. L'album est distribué par Zooland Records le 30 novembre 2012.

### Concours de l'Eurovision,Best ofetAcoustic Sessions(2013)

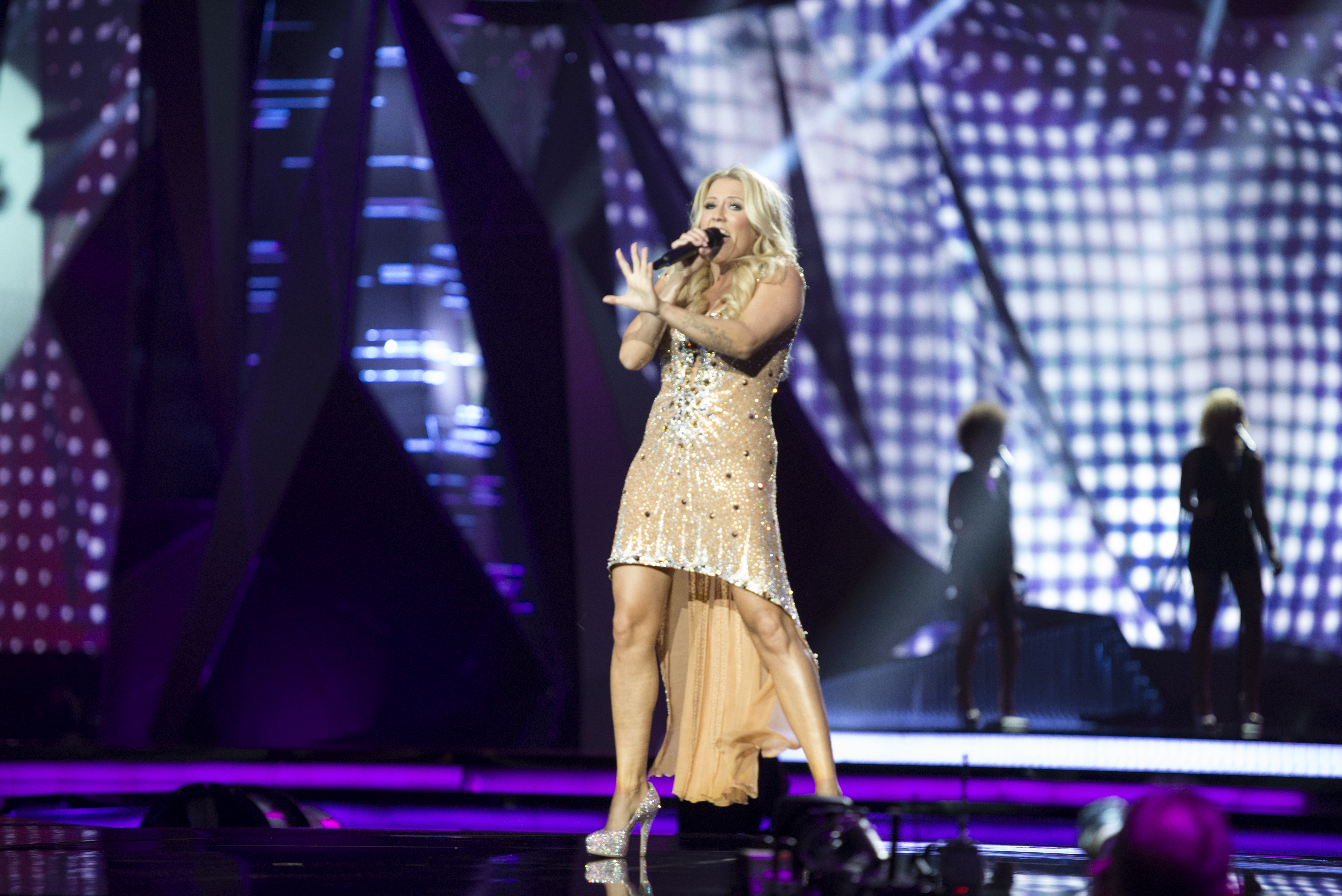
Cascada au Concours Eurovision de la chanson 2013.

Le 17 décembre 2012, la chaîne locale allemande NDR annonce l'apparition de Cascada au Unser Song für Malmö pour obtenir une chance de participer au Concours Eurovision de la chanson 2013. Cascada joue sa chanson Glorious. Le vidéoclip pour Glorious est diffusé le 1er février 2013, puis le single est paru quelque temps après, le 8 février. La chanson remporte l'émission du 14 février 2013 qui s'est déroulée à Hanovre, et représentera ainsi l'Allemagne au Concours Eurovision de la chanson 2013. Le 18 mai 2013, Glorious remporte 18 points lors de la finale, ce qui donne à l'Allemagne la 21e place du concours.
Le 29 mars 2013, Cascada fait paraître son second album compilation intitulé The Best of Cascada.
Après son apparition à l'Eurovision, Cascada fait paraître le single The World Is In My Hands, dont le vidéoclip a été diffusé le 19 juillet 2013 ; le single est ensuite paru le 2 août 2013. Cascada revient également en studio pour y préparer son album acoustique intitulé Acoustic Sessions, qui parût le 1er novembre 2013. L'album présente des versions acoustiques de succès passés du groupe ainsi que quelques reprises d'autres chansons, notamment You réalisée en collaboration avec Robin Stjernberg, qui a lui aussi participé au Concours Eurovision de la chanson 2013.

### Focus sur les tournées et les nouveaux singles (2014-2024)
À de multiples reprises, Natalie Horler a indiqué que le groupe n'avait pas l'intention de sortir un cinquième album studio, mais de se concentrer sur des singles individuels et les bookings afin de maximiser la rentabilité du groupe.

#### Blink,Madness(2014)
Le 12 décembre 2013, le producteur et disc jockey CJ Stone annonce la parution prochaine d'un remix pour Cascada. Il explique alors qu'il sera intitulé Blink, à paraître début 2014. Le 10 janvier 2014, Natalie Horler poste sur Facebook leur intention de tourner un vidéoclip pour ce prochain single, qui est paru le 28 mars 2014. Malgré le nombre important de vues sur YouTube, le single n'est pas parvenu à dominer les classements musicaux. Le 3 avril 2014, Cascada sort une nouvelle version de Blink remixée par Crew Cardinal (de). Une version spécialement conçue pour les États-Unis, reprenant la structure du morceau initial du groupe pop U.V.U.K. a également été sortie sous le label Robbins Entertainment.
Le 6 septembre 2014, Natalie Horler annonce sur les réseaux sociaux un nouveau single, Madness, qui est disponible en téléchargement depuis le 26 septembre 2014. Le vidéoclip est sorti le 30 septembre 2014 et a reçu un accueil extrêmement négatif de la part de ses plus proches fans, considérant que le nouveau registre musical adopté par le groupe n'est plus en accord avec les sonorités originelles hands up du groupe. Ainsi, le single fut un échec et le remix de Crew Cardinal a même fait plus de vues que la version originale.

#### Reason, pause musicale (2015-2016)
Démarre alors une véritable remise en question de l'univers musical du groupe. En effet, début 2015, Natalie Horler annonce sur les réseaux sociaux le remake d'un ancien single Reason, à l'origine issu du projet Diamond, mais qui n'est jamais sorti sous le label Cascada. Le titre est disponible en téléchargement ainsi que le vidéoclip, tourné à Majorque en Espagne, depuis le 20 février 2015. Il reprend des sonorités hands up qui ont fait le succès du groupe. Mais le public n'a une nouvelle fois pas adhéré et ce fut de nouveau un dur échec pour le groupe[réf. nécessaire].
Il s'ensuit alors une période de pause du groupe, due à la grossesse de la chanteuse principale du groupe, Natalie Horler. Elle accouche le même jour que son anniversaire, à savoir le 23 septembre 2016, d'une fille nommée Jamie. On notera que de février 2015 à janvier 2017, seul un single est sorti ; et encore il ne s'agit que d'une collaboration avec Cassiano[Qui ?] sortie le 10 juin 2016, intitulée Praise You. Il s'agit d'une reprise de Shackles (Praise You) du groupe Mary Mary des années 1990. Modèle:Tyle à revoir, qui trébuche sur scène le 18 novembre 2016 à cause d'une bouteille d'eau jetée par un fan, la scène étant partagée et parodiée sur l'ensemble des réseaux sociaux et même à la télévision. Heureusement pour elle, la chanteuse le prit avec humour, disant qu'il s'agit des « risques du métier » et qu'elle le gardera comme anecdote pour ses enfants[réf. nécessaire].

#### Run,Playground(2017)
Le 26 janvier 2017, après environ deux ans d'absence, Cascada est de retour avec un nouveau single intitulé Run. Ce single marque un tournant musical du groupe ; en effet, celui-ci possède des sonorités beaucoup plus actuelles et témoigne d'une grande maturité du travail musical qui a été mené, avec des paroles pleines de sens, à la fois mélancoliques et donnant un message d'incitation à la vie. Compte tenu des contraintes budgétaires évidentes dues à l'échec de ses précédents singles et temporelles (la chanteuse étant en tournée dans toute l'Europe), aucun vidéoclip ne verra le jour pour ce single, laissant les fans de la chanteuse sur leur faim. Cependant, la déception a vite été remplacée par l'excitation, en effet, le 20 avril 2017, à la suite d'un live Facebook du manager de Natalie Horler, Cascada est choisie comme interprète de l'hymne du Championnat du monde de hockey sur glace 2017, organisé conjointement par l'Allemagne et la France[réf. nécessaire]. Il marque donc le grand retour du groupe sur la scène internationale. Natalie Horler a interprété son single le 4 mai 2017 pour la cérémonie d'ouverture et le single devait s'annoncer comme un succès international. Cependant, l'absence de promotion à la suite de cet événement, a contribué à un nouvel échec commercial[réf. nécessaire].

#### Back For Good(2018)
Après le nouvel échec de Playground, un nouveau single intitulé Back for Good est sorti le 20 juillet 2018. Le titre que l'on peut traduire par « de retour pour de bon » laisse place à une réflexion sur un éventuel retour musical plus insistant, après avoir souffert dans les classements musicaux depuis le classement décevant à l'Eurovision avec le titre Glorious. Pour le moment le sujet semble tabou entre Natalie Horler et ses fans, la dernière réponse datant de 2017 faisant statut qu'aucun album n'était envisagé à l'avenir faute de moyens. Le manque de moyens et de promotion se manifestent sur plusieurs plans, avec la fin du support du site internet[réf. nécessaire], désormais redirigé sur une page générique contenant un agrégateur de plateformes de téléchargement de musiques[réf. nécessaire], ainsi que la réutilisation d'une photo du shooting de la pochette du single Playground, single sorti en 2017, pour celle du nouveau single Back For Good, quant à lui sorti en 2018. De plus, les sorties récentes, excepté Playground, ne sont pas accompagnées de vidéoclips, ce qui a pour conséquence une moins bonne visibilité sur YouTube avec un nombre de vues très faible. Ainsi Natalie Horler, chanteuse emblématique du groupe et son équipe management essaient de maximiser la rentabilité et la notoriété du groupe en continuant d'enchaîner les bookings à un rythme soutenu aux quatre coins du monde dont notamment l'Australie en juin 2018, ainsi qu'en étant relativement présente sur le réseau social Instagram[réf. nécessaire]. Depuis deux saisons, Natalie Horler est également jurée d'une émission célèbre de concours de chorales Der beste Chor im Western diffusée sur la première chaîne allemande WDR.

#### Like The Way I Do, coronavirus et collaborations avec DJ internationaux (2019-2023)
En collaboration avec Hardwell, un remix d'Everytime We Touch est sorti officiellement le 6 août 2018. Il fait l'objet d'une promotion importante en étant notamment joué au Tomorrowland par le disc jockey Hardwell en personne.
Le 16 août 2019 est sorti le single Like The Way I Do accompagné de son vidéoclip. Malgré les critiques concernant le budget alloué à la réalisation du vidéoclip, la promotion en amont de ce titre sur les différents médias sociaux, notamment Instagram, et son importante communication contribuent à son très bon classement dans les plateformes de téléchargements, particulièrement dans des pays tels que l'Allemagne, le Chili et l'Autriche. Face au succès de ce nouveau single, une version acoustique sous forme de ballade est sortie le 6 mars 2020.
Des spéculations sur une éventuelle collaboration avec les disc jockeys Jax Jones et Martin Solveig sont apparues à la suite de la publication d'une vidéo sur Instagram fin 2019 en présence de Natalie Horler dans un studio d'enregistrement. Dans une interview pour la Miami Pride 2020 sur Facebook Live, cette dernière a souligné le fait que les fans allaient trouver ces indices, sans souhaiter faire de commentaires supplémentaires sur un projet qui semble secret pour le moment. D'autant plus qu'avec la période de Coronavirus, les projets de tournée du groupe sont mis en pause à la suite de l'annulation des tournées internationales ; obligeant à s'orienter vers une stratégie plus digitale et une présence accrue sur les médias sociaux, à travers des vidéos telle que la collaboration avec l'Université Duke, des questions-réponses, des stories sur Instagram avec des partenariats avec des célébrités, la création d'un compte TikTok, ou d'une playlist officielle sur Spotify. Par ailleurs, Natalie Horler fut une des premières personnalités publiques à contracter le virus et à l'avoir déclaré publiquement le 23 mars 2020.
À la suite du déconfinement, Natalie Horler a annoncé être de retour en studio pour enregistrer un nouveau single le 13 mai 2020, single qui aurait dû être enregistré avant le confinement. Cette reprise de I'm feeling it (in the air) de Sunset Bros et Mark McCabe, à paraître le 2 octobre 2020, fait néanmoins l'objet d'une vive polémique sur les réseaux sociaux, l'un accusant l'autre de plagiat.
Seules deux dates de tournées ont pu être réalisées en Norvège après le confinement, mais compte tenu des mesures d'isolement obligatoires à l'arrivée des pays nécessitant parfois une dizaine de jours d'isolement, les dates sont suspendues ou reportées.
Ce temps de pause forcée a en revanche permis à Natalie Horler de se consacrer à de nouvelles activités physiques (escalade, CrossFit), artistiques (écriture de morceaux, conception de tenues scéniques, tournages de publicités) et à sa vie familiale, souvent mise en second plan lors des périodes de tournées. Un réinvestissement massif sur l'activité relative à Cascada a également été opéré, avec entre autres la refonte du site Internet, reprenant les codes modernes du responsive design, en lieu et place du site qui n'était plus mis à jour depuis des années. Une nouvelle boutique de merchandising de vêtements en partenariat avec Spreadshirt a été développée.
Cascada revient en collaboration avec Trans-X avec son nouveau single One last dance, paru le 4 juin 2021. Il s'agit d'un sample du tube de 1983 Living on Video s'inscrivant dans la tendance musicale actuelle du retour aux sonorités des années 1980.
Les collaborations avec les DJ internationaux se poursuivent avec :
- Never Let Me Go, en collaboration avec Timmy Trumpet, classé 10e du Top 100 des DJ internationaux en 2021 selon DJ Magazine, et Harris & Ford, parue le 5 novembre 2021.
- Le remix de Never Be Lonely de Jax Jones et Zoe Wees, paru le 8 mars 2024, lequel a été classé au top 10 des charts britanniques et performé au Capital FM Summertime Ball.
- Une collaboration prochaine avec le DJ Joel Corry et Switch Disco.

### Studio 2024(2024)
À la surprise générale, fort du succès notable des dernières collaborations avec des DJ internationaux, le groupe annonce via sa page YouTube la sortie imminente du projet Studio 2024, cinquième opus du groupe à paraître le 10 octobre 2024.
Cet album a pour projet de remettre au goût du jour les plus grands succès du disco, au travers de reprises dont celles d'Ain't No Mountain High Enough de Marvin Gaye & Tammi Terrell (sortie le 15 mars 2024) et de Call Me de Blondie (sortie le 21 juin 2024). À noter que la direction artistique des deux vidéoclips a été confiée à Marcel Brell, offrant un rendu plus qualitatif que les vidéoclips des dernières années. Des morceaux originaux sont également prévus.
L'émancipation des producteurs Yanou et Manian pour ce projet a été assumée par la chanteuse Natalie Horler, invoquant le souhait de se consacrer temporairement à des projets musicaux en indépendance.

## Discographie

### Albums studio
- 2006 : Everytime We Touch
- 2007 : Perfect Day
- 2009 : Evacuate the Dancefloor
- 2011 : Original Me
- 2024 : Studio 24

### Albums spéciaux
- 2012 : It's Christmas Time
- 2013 : Acoustic Sessions

### Best-of
- 2009 : Greatest Hits
- 2009 : Just the Hits
- 2010 : 3D Special Edition
- 2010 : Platinum
- 2012 : Back On The Dancefloor
- 2012 : Her Complete Collection
- 2013 : The Best of Cascada

## Tournées
| Année(s)    | Nom                     | Album soutenu           | Support                          |
| ----------- | ----------------------- | ----------------------- | -------------------------------- |
| 2007        | Everytime We Touch Tour | Everytime We Touch      | Aucun CD/DVD LIVE                |
| 2008        | Perfect Day Tour        | Perfect Day             | Aucun CD/DVD LIVE                |
| 2008 - 2009 | Clubland Live Tour      | Evacuate the Dancefloor | Aucun CD/DVD LIVE                |
| 2011        | Original Me Tour        | Original Me             | Aucun CD/DVD LIVE                |
| 2018        | Wild Nights Tour        |                         | Best Of Cascada Wild Nights Tour |
|             |                         |                         |                                  |

## Récompenses
| Année | Nomination                       | Catégorie                                                | Titre                   | Résultat   |
| ----- | -------------------------------- | -------------------------------------------------------- | ----------------------- | ---------- |
| 2006  | International Dance Music Awards | Révélation dance (artiste solo)                          |                         | Lauréat    |
| 2006  | International Dance Music Awards | Chanson Eurodance de l'année                             | Everytime We Touch      | Nomination |
| 2006  | Napster Awards                   | Chanson électro-dance la plus écoutée de l'année         | Everytime We Touch      | Lauréat    |
| 2007  | World Music Awards               | Artiste pop ayant vendu le plus de disques dans le Monde |                         | Nomination |
| 2007  | World Music Awards               | Artiste ayant vendu le plus de disques en Allemagne      |                         | Lauréat    |
| 2008  | European Border Breakout Awards  | Artiste européenne de l'année (Allemagne)                | Everytime We Touch      | Lauréat    |
| 2008  | International Dance Music Awards | Chanson eurodance de l'année                             | Truly, Madly, Deeply    | Nomination |
| 2008  | International Dance Music Awards | Chanteuse dance (artiste solo) de l'année                |                         | Nomination |
| 2009  | International Dance Music Awards | Chanteuse dance (artiste solo) de l'année                |                         | Lauréat    |
| 2010  | International Dance Music Awards | Chanson Eurodance de l'année                             | Evacuate the Dancefloor | Nomination |
| 2010  | International Dance Music Awards | Chanson dance-pop de l'année                             | Evacuate the Dancefloor | Nomination |
| 2010  | International Dance Music Awards | Groupe de l'année                                        |                         | Lauréat    |
| 2010  | Comet Awards                     | Artiste féminine de l'année                              | Evacuate The Dancefloor | Lauréat    |
| 2010  | Comet Awards                     | Meilleure performance dance                              |                         | Lauréat    |
| 2010  | Urban Music Awards               | Meilleur clip dance                                      |                         | Lauréat    |
| 2011  | International Dance Music Awards | Chanson dance de l'année                                 | Pyromania               | Nomination |
| 2011  | Comet Awards                     | Artiste féminine de l'année                              |                         | Nomination |